# Sangiaccato di Delvino
Il sangiaccato di Delvino o Delvina (in turco Devline Sancağı, in albanese Sanxhaku i Delvinës) conosciuto anche come sangiaccato di Argirocastro era uno dei sangiaccati dell'Impero ottomano. Il capoluogo era la città di Delvinë ma durante il XVIII secolo divenne Argirocastro, nell'attuale Albania. Fu creato a metà del XVI secolo e soppresso dopo le guerre balcaniche nel 1913. Il suo territorio venne diviso tra due stati di breve durata di nuova costituzione: il Principato d'Albania e la Repubblica Autonoma dell'Epiro del Nord.

## Nome
Durante il XVIII secolo il pascià locale trasferì la sede del sangiaccato da Delvino ad Argirocastro. Il suo nome ufficiale non cambiò, ma la provincia veniva anche indicata come sangiaccato di Argirocastro (Gjirokastër).

## Storia
Prima della sua fondazione a metà del XVI secolo, Delvino era la sede di una kaza (distretto) appartenente al sangiaccato di Avlona. Il sangiaccato di Delvino aveva il reddito più basso dei 21 sangiaccati dell'eyalet Rumelia. Nel 1713 il sanjak-bey di Delvina era Selim Pascià Nel 1744 il sanjak-bey era Veli Beg. Nel 1785 il figlio di Veli Beg, Ali Pascià, divenne governatore di Delvino, mentre negli anni successivi il sangiaccato fece parte del pascialato di Giannina. Nel 1804 il sanjak-bey di Delvino era il figlio di Ali, Veli, che era anche un beilerbei della Rumelia. Nel 1834 Mahmood Hamdi Pascià fu nominato per governare i sangiaccati di Delvino, Giannina e Avlona.
Durante le guerre balcaniche e la successiva sconfitta ottomana, l'esercito greco entrò in città il 3 marzo 1913. Nel giugno 1914 la città ospitò l'assemblea costituente dei rappresentanti dell'Epiro del Nord che discusse e infine approvò il Protocollo di Corfù il 26 luglio 1914. Delvino entrò poi a far parte dell'effimera Repubblica Autonoma dell'Epiro del Nord.

## Divisioni amministrative
A livello amministrativo il sangiaccato di Delvino durante il periodo ottomano faceva parte del Vilayet di Giannina. Dal 1888 al 1912 era composto dai seguenti distretti (o kaza):
- Kaza di Argirocastro
- Kaza di Tepelenë
- Kaza di Përmet
- Kaza di Himarës
- Kaza di Delvinë
- Kaza di Pogonit